# 5863 Tara
5863 Tara este o planetă minoră (asteroid), cu un diametru de 1,345 km, din Asteroid Amor. A fost descoperită pe 7 septembrie 1983 la Observatorul Palomar de Carolyn S. Shoemaker și a fost numită după Tara⁠(d). 
Obiectul prezintă o orbită caracterizată de o semiaxă mare de 2,2216932 UAi, o excentricitate de 0,5067, o înclinație de 19,4925 ° în raport cu ecliptica.